# 1505 en littérature
| Années de la littérature : 1502 - 1503 - 1504 - 1505 - 1506 - 1507 - 1508    |
| Décennies de la littérature : 1470 - 1480 - 1490 - 1500 - 1510 - 1520 - 1530 |

Cet article présente les faits marquants de l'année 1505 en littérature.

## Évènements
- L’Arioste commence le Roland furieux (publié en 1516)[1].

## Parutions
- 13 avril  : Érasme fait imprimer chez Josse Bade à Paris les Adnotationes in Novum Testamentum de Laurent Valla, à partir d'un manuscrit qu'il a découvert à la bibliothèque du monastère du Parc, près de Louvain[2].
- 23 décembre : les Folles entreprises, poème satirique de Pierre Gringore, est imprimé à Paris chez Pierre le Dru[3].

- Jean Lemaire de Belges compose les Epîtres de l'amant vert, adressées à Marguerite de Bourgogne. Elles circulent en manuscrits avant d'être imprimées à Lyon chez Étienne Baland au printemps 1511[4].

## Décès
- 17 juillet : Filippo Beroaldo, écrivain italien  (né en 1453).